# Влахи в Сербии

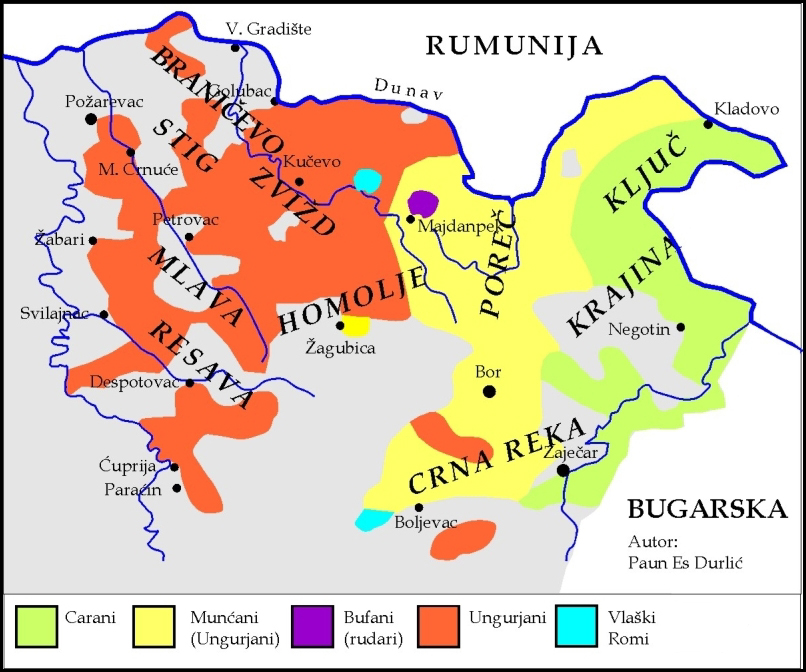
Этническая карта влахов Сербии и Влахи в Болгарии

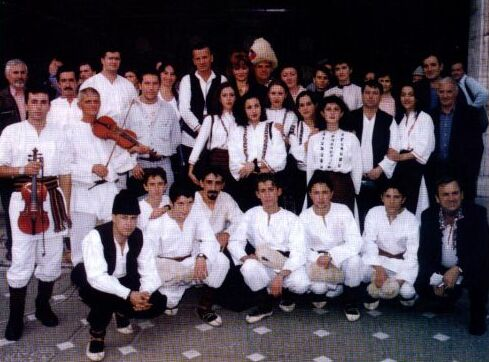
Влахи — фольклорная группа

Сербские влахи (самоназвания: Власи, Влахи/Румыньи/Румйњи; серб. Власи) — одно из национальных меньшинств Сербии. Сербские влахи — это одна из малочисленных групп, родственная другим балкано-романским народам (аромуны, истрорумыны, меглениты, румыны и молдаване). Проживают преимущественно в Сербии, где их численность по переписи 2011 года составляет 35 000 чел., а также в сопредельных регионах Болгарии (10 500 чел.).
В Сербии проживают преимущественно на северо-востоке (на территории округов Браничево, Бор, Заечар и Поморавлье), а также в Воеводине (в центральном и южном Банате). В основном исповедуют православие.

## Происхождение
Современные влахи долины Тимока (в Болгарии и Сербии) являются потомками средневековых выходцев из географической области Валахия (на территории современной Румынии), перешедших Дунай и обосновавшихся на берегах реки Тимок. Их ядро составили самые бесправные и неимущие жители румынских княжеств Валахия и Молдавия, бежавшие от боярского произвола в период фанариотского режима (1711—1811) и заселявшие земли, пустующие после Великого переселения сербов 1690 года. Они получили прозвище «цэране» по имени своей родины (рум. царэ — «страна»), а их говор, близкий, в первую очередь, к олтенскому диалекту румынского языка, получил название «цэранского».

## Численность
Некоторые исследователи отождествляют сербских влахов с румынами. Во время переписи населения в Сербии в 2011 году, 35.330 человек указали национальность «влах» и 29.332 человек указали национальность «румын» (вопросник был написан на сербском; данные в целом по стране). Большинство назвавшихся влахами проживает в восточной Сербии, в первую очередь, в Тимочской Краине и сопредельных районах, в то время как большинство назвавшихся румынами проживает в Воеводине.

## Статус
Влахи являются признанным национальным меньшинством в Сербии и вопросами их автономии (помимо территориальной) занимается соответствующий Национальный Совет. Поскольку разговорный язык влахов близок стандартному румынскому, некоторые считают сербских влахов частью румынского этноса.
Большинство влахов не идентифицируют себя с Румынией.
Румыния добивается признания влахов румынским меньшинством в Сербии, выделяет стипендии на обучение в Румынии, поддерживает культурные ассоциации и религиозные организации влахов. При этом у сербских влахов, как группы, нет приоритета в получении румынского гражданства.

## Язык
Подвержены постепенной славянизации.
В основном двуязычны: наряду с родным владеют также сербским языком.
Лингвистически, родной язык сербских влахов представляет собой совокупность наречий румынского (дакорумынского) языка. Выделяют четыре говора:
- унгурянский или банатский[12][13]
- царанский или олтенский[12][13] (разновидность распространённого на юге Румынии валашского/мунтенского диалекта)
- унгурянско-мунтенский
- буфанский

Сами влахи называют свой язык «румынским» (limba rumânească) или крайне редко «влашским» (ljimba vlahă, љимба влахă). В сербском языке проводится различие между диалектами влахов (влашки jезик) и литературным румынским (румунски jезик).

### Письменность
Влашский язык является, по большей части, устным языком, его использование в письменности ограничено, а в школьном образовании и местной администрацией используется исключительно сербский.
Известно несколько вариантов записи языка влахов (два на основе кириллицы и два на основе латиницы):
- Параллельный (на кириллице и на латинице) алфавит, разработанный общественной организацией «Гергина» (г. Неготин). Этот вариант был утвержден Национальным советом влахов Сербии в 2012 году.
- Алфавит на основе кириллицы, разработанный Любишей Ницуловичем (иначе: Любиша лу Божа Кичи) для пожилых влахов, которые в школе учились писать только на сербском и только кириллицей. В частности, этим алфавитом записан перевод Нового Завета с сербского на "влашский" язык.[16]
- Алфавит на основе латиницы, разработанный Пауном Эс Дурличем (иначе: (Паун Ес Дурлиħ, Paun Es Durlić) для учащихся. Этим алфавитом записана программа преподавания в начальной и средней школе, содержащая как местный диалект влахов, так и литературный румынский).[17]

## Религия
Сербские влахи в основном исповедуют православное христианство. Большая часть верующих является прихожанами Сербской православной церкви.
В начале XXI века в местах проживания влахов был создан округ (благочиние, протопопия) Румынской православной церкви. Его появление мотивируется восстановлением румынских приходов и традиции службы на румынском языке после 170-летнего перерыва. Сербская православная церковь не признаёт его создание на своей территории.

## Комментарии
1. ↑  См., например, заявление Драгана Балашевича, вице-президента Национального Совета Влашского Меньшинства, под заголовком «Vlasi nisu Rumuni niti je rumunski jezik vlaški» («Влахи не румыны, а влашский язык не румынский») [Цитировано по Stjepanović, 2015, с. 150]
2. ↑  Согласно отчёту по гражданству Румынии, составленному EUDO, Румыния не предоставляет гражданство на основании этнической принадлежности, а лишь на основании прежнего гражданства (то есть бывшим гражданам Румынии и их потомкам, утратившим его по тем или иным причинам например в связи с территориальными изменениями). Таким образом, у сербских влахов, никогда не бывших в составе Румынии и не имевших ранее румынского гражданства, нет оснований для его получения.
3. ↑  Голант, 2016, с. 228: «На территории Сербии носители говоров румынского (дакорумынского) языка компактно проживают в Восточной Сербии [...]. В среде румын (влахов) Восточной Сербии бытует несколько говоров румынского языка. [...]»